# La Vall de Laguar
La Vall de Laguar, en valencien et officiellement, (Vall de Laguart en castillan), est une commune d'Espagne de la province d'Alicante dans la Communauté valencienne. Elle est située dans la comarque de la Marina Alta et dans la zone à prédominance linguistique valencienne.

## Géographie
Située à environ 500 mètres d'altitude, la Vall de Laguar s'élève au-dessus du Précipice de l'Enfer ("Barranco del Infierno" ou "Barranc de l'Infern" en valencien), une gorge sineuse formée par la rivière Girona. 

Localisation de La Vall de Laguar
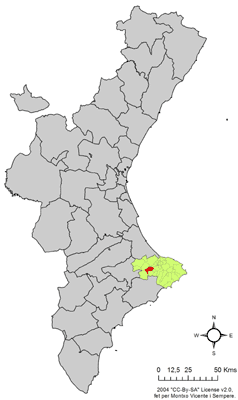
dans la Communauté valencienne.
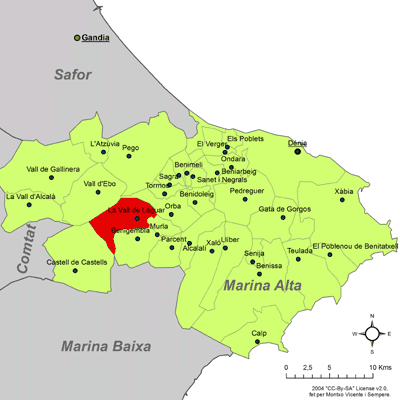
dans la comarque de la Marina Alta.

### Sources
- (es) Varaciones de los municipios de España desde 1842, Ministerio de administraciones públicas, octobre 2008, 364 p. (lire en ligne) [PDF]